# Budget fédéral canadien de 1990
1989 1991
Le budget fédéral canadien pour l'exercice 1990-1991 a été présenté à la Chambre des communes par le ministre des Finances Michael Wilson le 20 février 1990. Il s'agissait du deuxième budget après les élections fédérales de 1988.

## Revenus
Le budget de 1990 n'a pas introduit de changement fiscal majeur, car l'impôt sur le revenu avait été réformé les années précédentes et la taxe sur les produits et services devait entrer en vigueur le 1er janvier 1991.
Bien que ne faisant pas partie du budget de 1990, trois modifications fiscales majeures sont mises en œuvre à compter du 1er janvier 1991:
- La surtaxe de l'impôt sur le revenu des particuliers sur les revenus élevés est augmentée à 5 % de l'impôt excédant 12 500 $ (au lieu de 3 % des impôts excédant 15 000 $) ;
- L'impôt sur les grandes sociétés, créé en avril 1989, est porté à 0,2 % du capital imposable excédant 10 millions de dollars (au lieu de 0,175 %) ;
- Un nouveau crédit de taxe sur les produits et services remboursable de 190 $ par adulte remplace le crédit de taxe de vente remboursable.

## Dépenses publiques

### Plan de contrôle des dépenses
Le budget de 1990 établit un plan de contrôle des dépenses et prévoyait générer 2,8 milliards de dollars d'économies au cours de l'exercice 1990-1991 et 3,3 milliards de dollars au cours de l'exercice 1991-1992. Ce plan de contrôle complète les réductions de dépenses annoncées en décembre 1989. La plupart des transferts gouvernementaux aux particuliers, notamment les pensions de vieillesse, les allocations familiales, les prestations aux anciens combattants et l'assurance-chômage, n'étaient pas concernés par le plan de contrôle.

#### 5 % de croissance
Certains programmes ont été contraints à une croissance annuelle de 5 % jusqu'en 1992 :
- Sciences et technologies (Conseil national de recherches, programme spatial canadien, bourses d'études) ;
- Le ministère des Affaires indiennes et du Nord canadien;
- Régime d'assistance publique du Canada (RAPC), un programme à frais partagés composé de transferts aux provinces pour les programmes d'aide sociale ;
- Les dépenses militaires ;
- L'aide publique au développement.

#### Programmes gelés jusqu'en 1992
Le financement de certains programmes est complètement gelé jusqu'en 1992 :
- Financement des programmes établis (FPE), transferts aux provinces pour la santé et l'enseignement supérieur ;
- Financement accordé à Radio-Canada pour l'acquisition d'immobilisations. Les augmentations annoncées précédemment sont annulées ;
- Téléfilm Canada ;
- Société pour le développement des exportations ;
- Marine Atlantique (services de traversier dans les provinces de l'Atlantique).

#### Compressions budgétaires
Certains programmes et ministères voient leur budget réduit :
- Secrétariat d'État et Multiculturalisme et Citoyenneté Canada ;
- Ministère de la Santé nationale et du Bien-être social ;
- Financement du logement social (par l'intermédiaire de la SCHL).

#### Programmes éliminés
- Les incitatifs à l'exploration des ressources naturelles offerts par le Programme de stimulation de l'exploration minière au Canada (PSEMC) sont éliminés après le 19 février 1990. Le PSEMC avait été lancé en 1988 pour aider les sociétés du secteur des ressources à réunir des capitaux à la suite du krach boursier de 1987 ;
- Le projet OSLO de développement des sables bitumineux dans le nord-est de l'Alberta ;
- Le projet de brise-glace Polar 8.

## Réactions

### Opposition
Herb Gray, chef par intérim de l'opposition officielle, a rejeté de nombreux éléments du budget, notamment les réductions des transferts aux provinces et le plafonnement du budget de la recherche et de la science. Paul Martin, député libéral et candidat à la direction du Parti libéral, a également rejeté le budget en le présentant comme un symbole de la mauvaise gestion de l'économie par les conservateurs.
Audrey McLaughlin, cheffe du Nouveau Parti démocratique a soutenu que le budget n'aiderait pas les étudiants ou les sans-abri et a déploré le manque de mesures environnementales, malgré les déclarations ambitieuses du premier ministre Brian Mulroney et du ministre de l'Environnement Lucien Bouchard.

### Provinces
Le budget est qualifié par Gérard D. Levesque, ministre des Finances du Québec, de « trompe-l'œil et d'injuste ». Il critique particulièrement les coupes au FPE comme une tentative de transférer le déficit fédéral sur les provinces et l'abolition du PSEMC qui profitait à l'exploration minière dans les régions rurales du Québec (et particulièrement de l'Abitibi). Le ministre prévient que le budget fédéral entraînera probablement des augmentations d'impôts pour les contribuables québécois afin de compenser la baisse des revenus.